# Bainit
Bainit je dvofazna mikrostrukturna sestavina, ki nastane v jeklih iz avstenita pri izotermnem žarjenju ali ohlajanju s primerno ohlajevalno hitrostjo.
Ločimo:
- zgornji ali peresast bainit, ki je sestavljen iz ferita in majhnih ploščic cementita in
- spodnji ali igličast bainit, ki je sestavljen iz iglic ferita in v feritu izločenih drobnih delčkov epsilon karbida.

Zgornji bainit nastane pri višjih temperaturah ter ima manjšo trdoto kot spodnji bainit.